# Graça Vilhena
Maria das Graças Pinheiro Gonçalves Vilhena (Teresina, 10 de fevereiro de 1949 – 5 de agosto de 2025) foi uma poetisa e contista brasileira, associada à Geração mimeógrafo ou Geração 70. Formada em Letras, pela Universidade Federal do Piauí e tem especialização em Língua Portuguesa, pela Pontifícia Universidade Católica de São Paulo. Ministrava aulas de Literatura e Redação, no Insituto Dom Barreto.

## Obras:
- Passo a Pássaro (em parceria com William Melo Soares)

- Em Todo Canto (1997)

- Antologia de Poetas Piauienses e Cearenses (obra coletiva)

- Baião de Todos (obra coletiva – 1996)

- O Jornaleiro de Gesso (2002)

- Pedra de Cantaria (2013)